# Jack Hendry
Jack William Hendry, född 7 maj 1995, är en skotsk fotbollsspelare som spelar för belgiska KV Oostende. Han representerar även det skotska landslaget.

## Klubbkarriär
Den 31 januari 2018 värvades Hendry av Celtic, där han skrev på ett 4,5-årskontrakt. I juli 2020 lånades Hendry ut till belgiska KV Oostende på ett låneavtal över säsongen 2020/2021.

## Landslagskarriär
Hendry debuterade för Skottlands landslag den 27 mars 2018 i en 1–0-vinst över Ungern.